# 한국낚시방송
한국낚시방송은 낚시 프로그램을 24시간 방송하는 대한민국의 낚시전문채널이다. 케이블TV와 IPTV로 방송되고 있고, 지상파 DMB채널 1to1에서도 시청할 수 있다. 2000년 9월 9일 "한국레저낚시방송(FSTV)"으로 개국하여, 2014년 7월 11일부터 "한국낚시방송(FishingTV)"으로 법인명을 변경하였으며, 본사는 서울특별시 영등포구 영신로 220 KnK 디지털타워에 소재하고, 대표이사는 김영준이다. 건전한 여가생활과 환경을 먼저 생각하는 낚시문화를 추구한다.